# آندره برابانت
آندره برابانت (فرانسوی: Andrée Brabant‎؛ ۲۳ مه ۱۹۰۱ – ۲ نوامبر ۱۹۸۹) هنرپیشه اهل فرانسه بود. وی در دوران فیلم صامت نقش‌های اصلی بسیاری را ایفا کرده است.